# Brian Hill (giocatore di football americano)
Brian Hill (Belleville, 9 novembre 1995) è un giocatore di football americano statunitense che milita nel ruolo di running back, attualmente free agent.

## Carriera

### Atlanta Falcons
Hill al college giocò a football all'Università del Wyoming dal 2014 al 2016. Fu scelto nel corso del quinto giro (156º assoluto) nel Draft NFL 2017 dagli Atlanta Falcons. Debuttò subentrando nella gara del quarto turno contro i Buffalo Bills in quella che fu l'unica presenza con la squadra prima di venire svincolato il 14 ottobre.

### Cincinnati Bengals
Il 14 novembre 2017, Hill firmò con i Cincinnati Bengals. Debuttò con la nuova maglia nella settimana 11 contro i Denver Broncos.

### Atlanta Falcons
Il 3 settembre 2018 Hill firmò con gli Atlanta Falcons.